# Sanaa Atabrour
Sanaa Atabrour, née le 28 février 1989 à Khouribga, est une taekwendoïste marocaine.

## Carrière
Sanaa Atabrour est médaillée de bronze dans la catégorie des moins de 49 kg aux Championnats du monde de taekwondo 2011. Aux Jeux olympiques d'été de 2012, elle est éliminée dès le premier tour.
Dans la catégorie des moins de 49 kg, elle remporte la médaille d'or des Championnats d'Afrique de taekwondo 2009, la médaille d'argent des Championnats d'Afrique de taekwondo 2010 et des Championnats d'Afrique de taekwondo 2016 et la médaille de bronze des Championnats d'Afrique de taekwondo 2014.